# Cmentarz parafialny w Niegowie
Cmentarz parafialny Niegowie, cmentarz w Niegowie, cmentarz niegowski; właśc. cmentarz parafii Świętej Trójcy w Niegowie – cmentarz rzymskokatolicki znajdujący się we wsi Niegów w powiecie wyszkowskim, w województwie mazowieckim.
Cmentarz powstał w pierwszej połowie XIX wieku.

## Osoby pochowane na cmentarzu
- Antoni Gawiński (1876–1954) – polski malarz, ilustrator książek i pisarz[1].
- Henryk Roman Nowacki (1891–1968) – polski duchowny rzymskokatolicki, kompozytor, organista i kierownik chórów[1].
- Stanisława Umińska (1901–1977) – polska zakonnica oraz aktorka, w trakcie II wojny światowej zaangażowana w ratowanie dzieci Żydowskich[1].

### Osoby w przeszłości pochowane na cmentarzu
- Wincenta Jadwiga Jaroszewska (1900–1937) – polska zakonnica, założycielka i pierwsza przełożona generalna Zgromadzenia Sióstr Benedyktynek Samarytanek Krzyża Chrystusowego, działaczka społeczna, pionierka pracy na rzecz dzieci niepełnosprawnych intelektualnie oraz Czcigodna Służebnica Boża Kościoła katolickiego (jej szczątki zostały ekshumowane 8 kwietnia 2006 roku w toku prowadzonego procesu beatyfikacyjnego i przeniesione do sarkofagu w kaplicy św. Judy Tadeusza kościoła Świętej Trójcy w Niegowie)[2].